# Tanana
Tanana, pleme Athapaskan Indijanaca, imenovano po rijeci Tanana, i naseljeno duž njenog donjeg toka. Tanane su podijeljeni na više skupima, to su (Swanton): Clatchotin i Huntlatin, na rijeci Tanana, Minchumina Lake people, oko istoimenog jezera; Nuklukayet, na sjevernoj obali Yukona; Nukluktana, na rijeci Tanana; Tatsa, na Yukonu; Tolwatin, na Tanani; Tozikakat, kod ušća Tozi u Yukon; Tutlut, na mjestu gdje se sastaju Tutlut i Tanana; i Weare, na ušču Tanane. 
Tanane su subarktički lovci na karibua, losa i planinsku ovcu, životinje kojima si opskrbljuju mesom i odjećom. Zimske nastambe su im kožni šatori, dok su im ljetne nastambe kolibe od kore ili granja. Postoji klanska podjela, poznaju potlatch, a šaman zauzima središnje mjesto u religioznom životu. Frederick Whymper koji ih je posjetio izvještava o njihovom nošenju nosnih ukrasa izrađenih od školjaka Dentalium entalis, i trgovini s krznarskim kompanijama.
Populacija Tanana 1700. iznosila je oko 500 duša i manje-više ostala je gotovo ista. Godine 2000. bilo ih je 700. 
Hodge ih u svom priručniku naziva Tenankutchin i svrstava u Kutchine, za što Swanton kaže da je netočno.

## Život (prema Hodgeu)
Ovo Athapaskansko pleme na Aljaski bavilo se lovom diljem sliva rijeke Tanana, a ima svoja sela uz gornji tok širini. 63°, dužini. 142°. Hodge piše “Dall ih je 1866. pronašao gotovo u prirodnom stanju.” Jednom godišnje, bez svojih žena, spuštali su se rijekom do neutralne trgovačke postaje Nuklukayet. Putovali su u kanuima od breze, nosili su šiljate parke obrubljene perlama i perjem, a kosa im je bila oker boje. Ponekad su putovali Yukonom do Ft. Yukona radi trgovine. Imaju više perlica i vještiji su u njihovoj izradi od bilo kojeg drugog plemena na Aljaski. Pse koriste kao tovarne životinje i za vuču saonica. Grade samo privremena skloništa, krećući se od mjesta do mjesta tijekom godine. Jeleni, losovi i karibui čine njihova glavnu lovinu za preživljavanje; oni se hvataju pomoću ograde od grmlja koja se proteže mnogo milja, u kojoj su u intervalima postavljene zamke. U mnogim aspektima Tenankutchin nalikuje plemenu Unakhotana, ali su na glasu kao vrlo oštri i ratoborni. Osebujan otegnuti ton karakterizira njihov govor, što ga razlikuje od Ahtena. Dentalium ukrase za nos nekada su posvuda nosili muškarci, ali u posljednje vrijeme oni se više ne koriste. Od njih su u strahu mnoga okolna plemena. Pretpostavlja se da imaju totemski sustav. Njihov broj Richardson je 1851. sveo na 100; od Dalla, 1870., 500; Petroff je 1880. napravio od 300 do 700; Allen je 1885. procijenio broj stanovnika na 600; 11. popis stanovništva (1890.) dao je 373. Podjeljeni su na Clatchotin, Huntlatin, Nabesnatana, Nukluktana, Nutzotin, Santotin i Tolwatin. Sela Nandell i Tetling pripadaju skupini Nutzotin. U donjoj rijeci je Tutlut; na ušću Tanane je Weare, a na ušću Tozija je Tozikakat, Nuklukayet, tržnica drugih plemena također je na njihovom području. Khiltats je jedno od zimskih sela.